# Philocaenus cavus
Philocaenus cavus är en stekelart som beskrevs av Van Noort 1994. Philocaenus cavus ingår i släktet Philocaenus och familjen fikonsteklar.
Artens utbredningsområde är Elfenbenskusten. Inga underarter finns listade i Catalogue of Life.